# كيي رووليس
كيي رووليس (بالإنجليزية: Kye Rowles)‏ (24 يونيو 1998 في أستراليا - ) هو لاعب كرة قدم أسترالي في مركز الدفاع.

## وصلات خارجية
- كيي رووليس على موقع الاتحاد الدولي (مؤرشف)  (الإنجليزية)
- كيي رووليس على موقع الاتحاد الأوربي (الإنجليزية)
- كيي رووليس على موقع الدوري الأمريكي (الإنجليزية)
- كيي رووليس على موقع قاعدة بيانات كرة القدم.إي يو (الإنجليزية)
- كيي رووليس على موقع بيانات كرة القدم. دي إي (الألمانية)
- كيي رووليس على موقع ناشيونال فوتبول تيمز (الإنجليزية)
- كيي رووليس على موقع Soccerbase.com (لاعب) (الإنجليزية)
- كيي رووليس على موقع Soccerway.com (الإنجليزية)
- كيي رووليس على موقع عالم كرة القدم.نت (الإنجليزية)
- كيي رووليس على موقع أوليمبيديا (الإنجليزية)